# Granica bośniacko-serbska
Granica bośniacko-serbska – granica państwowa pomiędzy Bośnią i Hercegowiną a Serbią na długości 295 kilometrów.
Początek granicy na północy znajduje się na styku granic Chorwacji, Serbii, Bośni i Hercegowiny nad rzeką Sawa (miejscowość Jamena), następnie biegnie korytem Sawy na wschód od miejscowości Sremska Rača, do ujścia do rzeki Drina. Biegnie stąd w kierunku południowym korytem Driny do okolic miejscowości Kamenica (BiH), by przybrać kierunek południowo-wschodni. Następnie przebiega przez górę Stolac (1673 m n.p.m.), przecina rzekę Crni Rzav, dochodzi do rzek Uvac i Lim, na zachód od miasta Priboj i linią krętą przez pasmo Javorje dochodzi do styku granic Bośni i Hercegowiny, Czarnogóry i Serbii.
Granica powstała po rozpadzie w 2006 roku związku Serbii i Czarnogóry. Granica w identycznym przebiegu powstała w 1878 roku (kongres berliński) po uznaniu niepodległości Serbii i po przekazaniu na 30 lat pod okupację austro-węgierską Bośni i Hercegowiny. Potwierdzona w 1908 roku po włączeniu BiH do Austro-Węgier. Formalnie istniała do 1918 roku.
W latach 1941–1945 była to granica pomiędzy Niezależnym Państwem Chorwackim (do którego włączono BiH) a okupowaną przez Niemcy Serbią.
Od 1946 do 1992 roku była wewnętrzną granicą republik związkowych – SR Bośni i Hercegowiny z SR Serbii, wchodzących w skład SFR Jugosławii.
W latach 1992–2003 była granicą Bośni i Hercegowiny z Federacyjną Republiką Jugosławii, w okresie 2003-2006 – granica ze związkiem Serbii i Czarnogóry.